# 首都圏外郭放水路
首都圏外郭放水路（しゅとけんがいかくほうすいろ、英: Metropolitan Area Outer Underground Discharge Channel；MAOUDC）は、日本の首都圏で水害を軽減することを目的とした治水施設（放水路）。
埼玉県春日部市の上金崎から小渕にかけての延長約6.3 km、国道16号直下約50 m地点に設けられた世界最大級の地下放水路。周辺の中川、倉松川、大落古利根川、18号水路、幸松川といった中小河川が洪水となった時、これらの洪水の一部を江戸川に流し、洪水の被害を軽減する。
1993年（平成5年）3月に着工し、2002年（平成14年）6月に一部供用を開始した後、2006年（平成18年）6月から全区間の完成と全川の供用が開始した。
公式の愛称は彩龍の川（さいりゅうのかわ）で、銘板にもその名が刻まれている。メディアなどでは、特に放水路の調圧水槽を指して「地下神殿」と呼ばれることが多い。これは調圧水槽内にある高さ18 m、重量500 tの巨大な柱59本が天井を支える光景が神殿のように見えるため。
利根川水系に属する一級河川であり、国が直轄管理する大臣管理区間（指定区間外区間）である。

## 施設概要
泥水式シールド工法で建設されたシールドトンネルで、延長約6.3 km、内径約10 m。
本水路の周辺地域は、かつては利根川の本流が流れており、他地域に比べて低く水が溜まりやすい地形となっている。江戸時代初期の利根川東遷事業以降は水田として開発されたが、高度経済成長期の都市化で浸水被害が頻発するようになった。
1992年（平成4年）4月に本格的調査が開始された。1993年（平成5年）1月に都市計画の決定を受けて用地買収に着手し、同年3月に着工した。2002年（平成14年）6月には江戸川から倉松川までの3.3 km区間（第1工区）が逸早く竣工し、早期に効果を出すべく、係る一部区間に限って供用が開始された。
未完区間の工事は引き続き実施され、2006年（平成18年）6月には大落古利根川までの全長約6.3 km区間（第4工区）が竣工し、これをもって当初計画どおりの施設が完成し、全川での供用が開始された。工事費 約2300億円。
稼働状況は、2021年7月現在131回洪水調整しており、年平均7-8回程である。
台風・大雨による中川、倉松川、大落古利根川など、周辺河川の増水時、洪水を防ぐため流量容量を超えた水を貯留し、江戸川に排水する。そのため、地下河川であると同時に巨大な洪水調節池としての機能がある。この放水路の開通により、洪水常襲地帯だった倉松川流域などで洪水が減少している。
地下トンネルから流れ込む水の勢いを調整するための調圧水槽は、長さ177 m・幅78 mの広さがあり、59本の巨大なコンクリート柱が林立している。その貯水量はおよそ67万立方メートルで東京・池袋のサンシャイン60ビルの体積とほぼ同じである。洪水防止のみを目的とすることから、通常時は水を取り込まず空堀で、人も立ち入れる巨大な地下空間となっている。
巨大水槽内の空間に整然と太い柱が立ち並ぶ様子は一種の荘厳さを感じさせ、あたかも地下神殿のような雰囲気を持つ。そのため、テレビ番組、特撮作品、映画、広告、ミュージック・ビデオ、ウェブサイトのロケ地として利用されることも多い。撮影や取材の対応状況は、2015年度（平成27年度）が合計154件（テレビ撮影24件、映画撮影1件、書籍取材68件、ほか）、2016年度（平成28年度）が合計159件（テレビ撮影33件、映画撮影2件、書籍取材61件、ほか）である。
管理事務所は、テレビ撮影として日本テレビ『NEWS ZERO』を、プロモーションビデオ（ミュージックビデオ）の撮影として家入レオのアルバム『WE』（2016年発売）を、書籍取材として東京書籍『目で見る地下の図鑑』（2017年刊）を具体例として挙げている。
インフラツーリズムにおける名所の一つと捉えられ、施設の一部については、完成後の早い時期から、湛水時以外を条件に、予約さえすれば一般見学が可能だった。これは国土交通省関東地方整備局江戸川河川事務所による見学会という形で執り行われてきた。2018年（平成30年）4月27日には、民間企業の協力によってさらなる集客を図る狙いをもって、首都圏外郭放水路利活用協議会が東武トップツアーズ（東武グループの旅行会社）と連携協定を締結し、見学ツアーの実施などへの取り組みを本格化させた。

### 調圧水槽

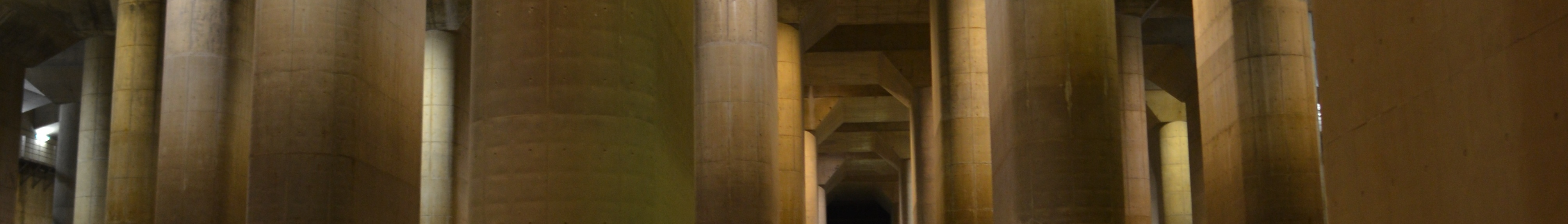
調圧水槽

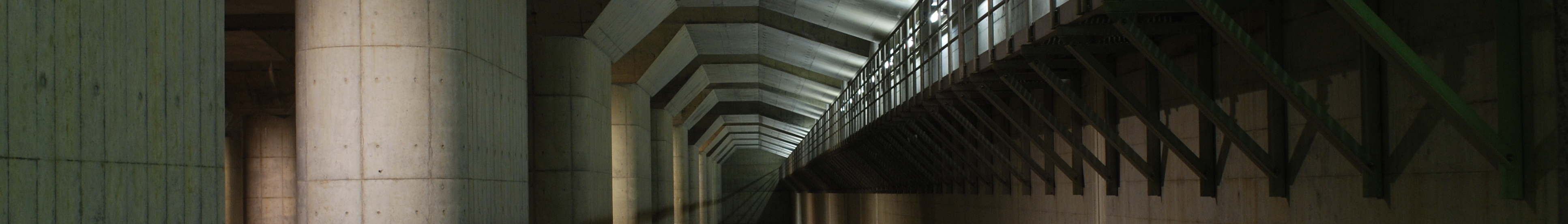
調圧水槽のキャットウォーク

（座標）

### 立坑

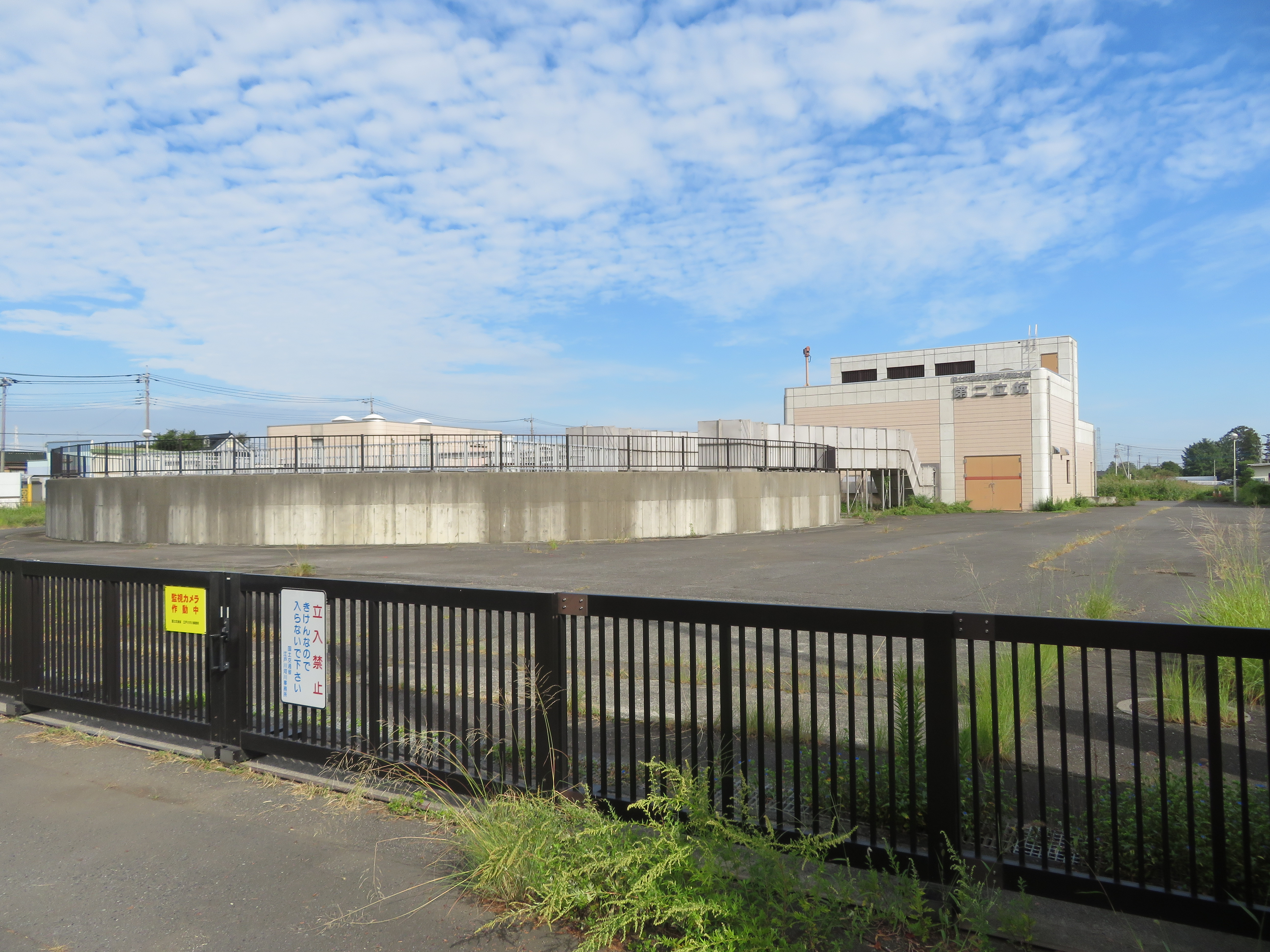
第二立坑

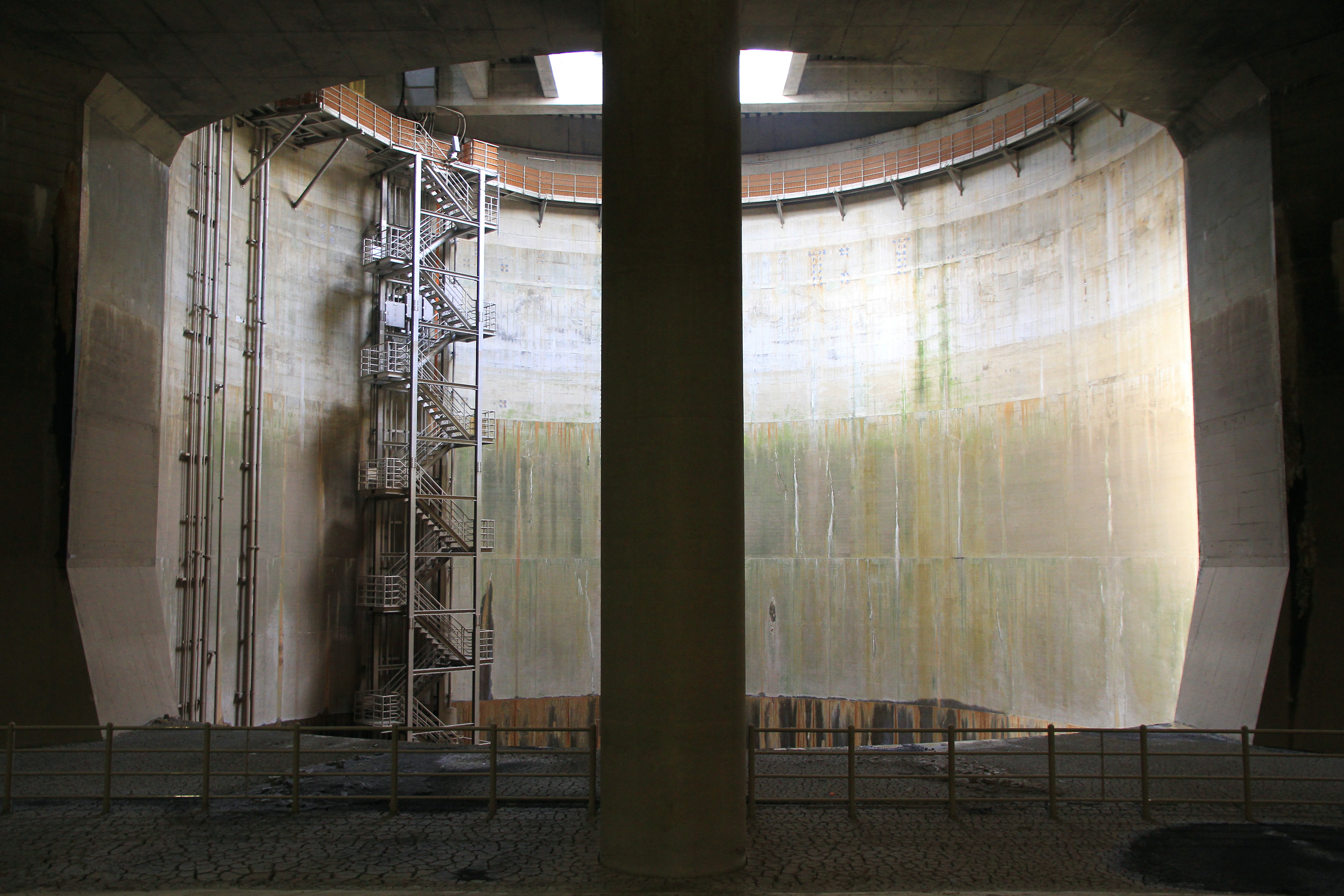
第一立坑

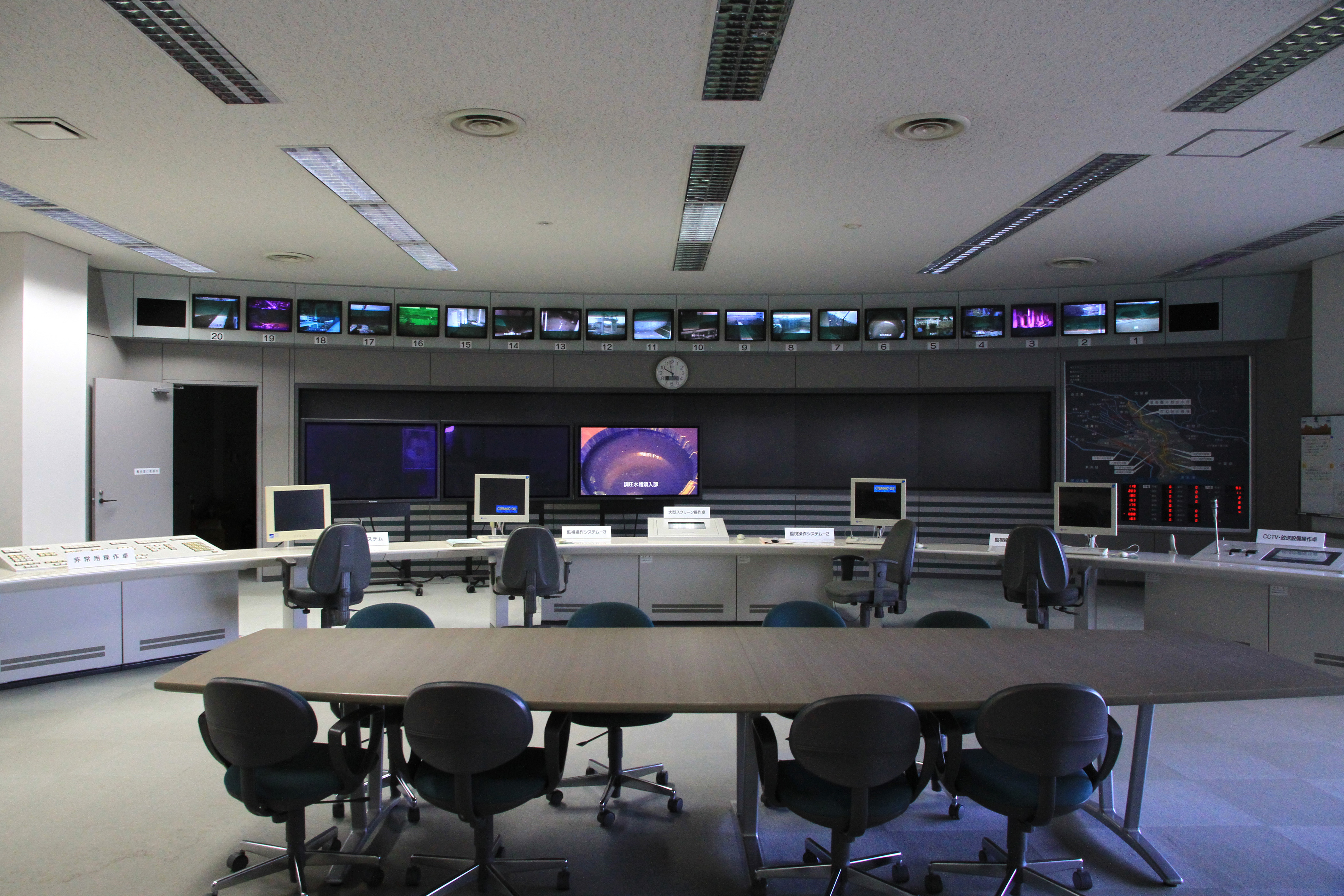
中央操作室

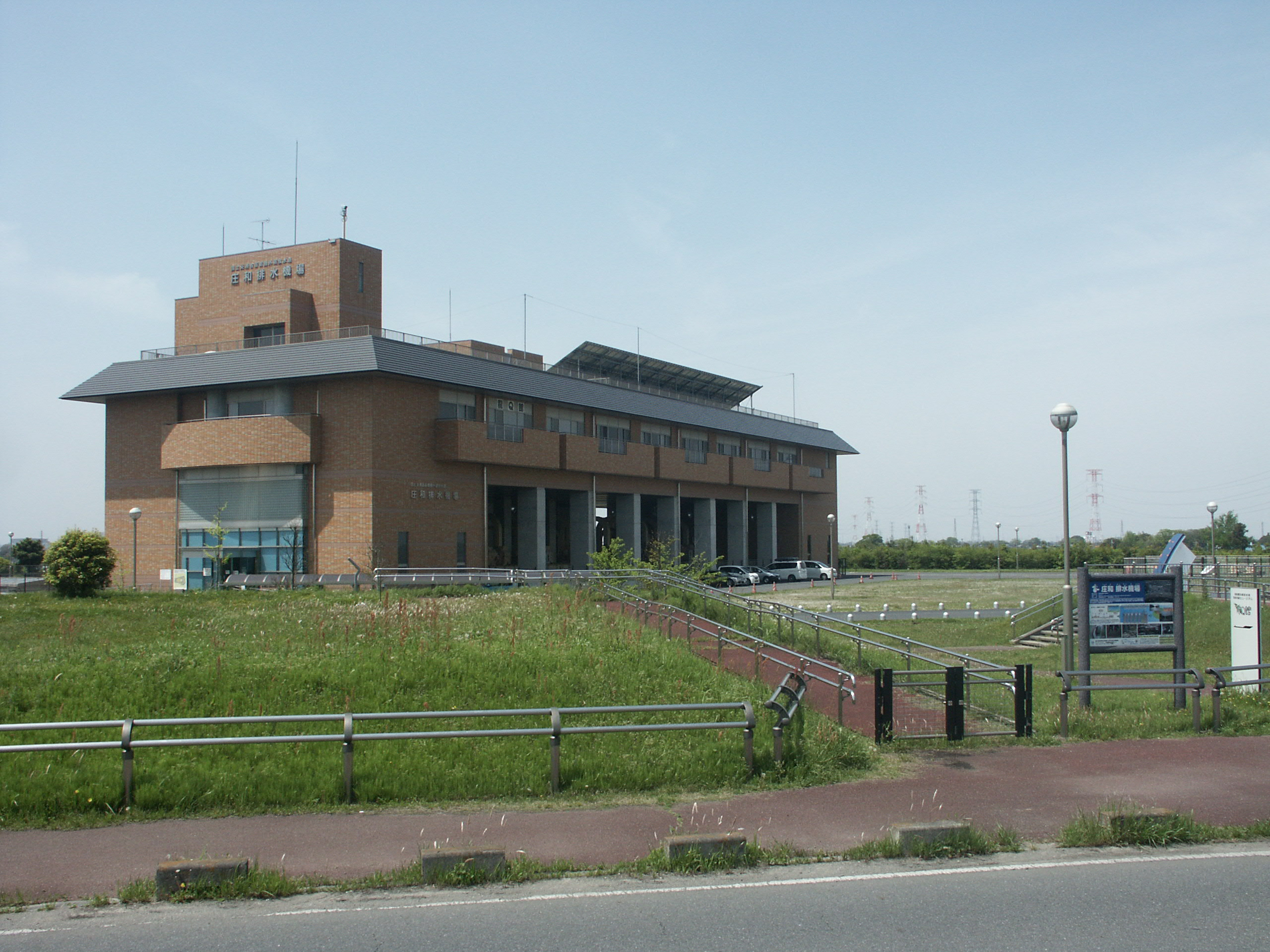
庄和排水機場

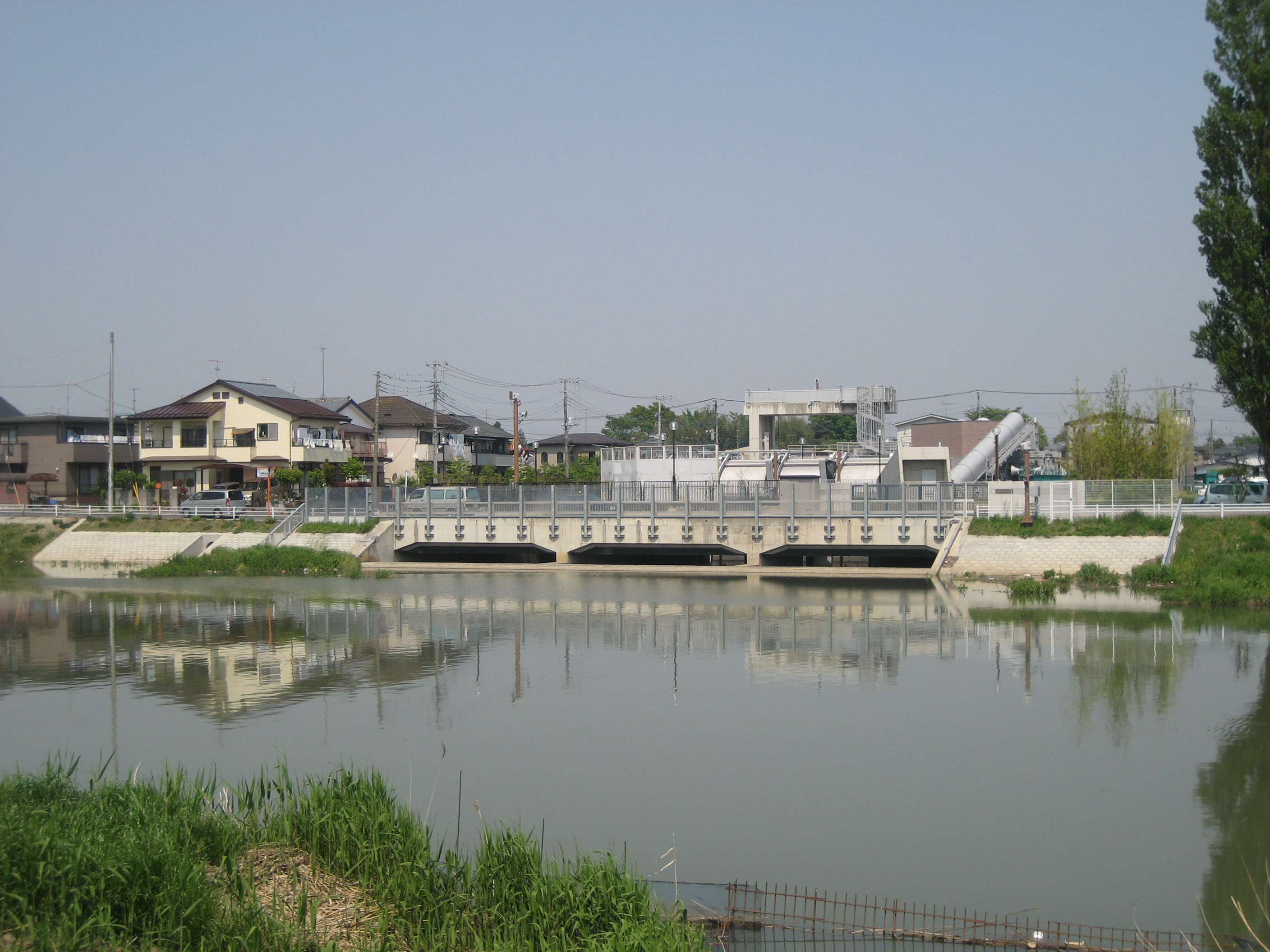
第五立坑
春日部市小渕地先（座標）に所在。大落古利根川の流入施設。最大流入量 85 m3/s。直径 30 m。掘削深度 GL-74.5 m。
第四立坑
春日部市不動院野地先（座標）に所在。幸松川流入施設。最大流入量 6.2 m3/s。直径 25.1 m。掘削深度 GL-69.0 m。
第三立坑
春日部市樋籠地先（座標）に所在。倉松川・中川流入施設。最大流入量 125 m3/s。直径 31.6 m。掘削深度 GL-73.7 m。
第二立坑
春日部市金崎地先（座標）に所在。第18号水路流入施設。最大流入量 4.7 m3/s。直径 31.6 m。掘削深度 GL-71.5 m。
第一立坑
春日部市西金野井685地先（座標）に所在。第五から第二までの立坑からの通水の最終流入施設で、江戸川排水施設として庄和排水機場に繋がっている。最大排水量 200 m3/s。直径 31.6 m。掘削深度 GL-72.1 m。

### 管理支所
首都圏外郭放水路管理支所（しゅとけんがいかくほうすいろかんりししょ）は、首都圏外郭放水路の全施設を直接管理する機関で、庄和排水機場に設置されている。

### 庄和排水機場
首都圏外郭放水路管理支所 庄和排水機場（しゅとけんがいかくほうすいろかんりししょ しょうわはいすいきじょう、英称：Showa drainage pump station）は、埼玉県東部の中川・倉松川・大落古利根川等と、江戸川を結ぶ、首都圏外郭放水路の江戸川側（座標）に位置し、中川流域の浸水被害軽減を目的としてスーパー堤防とあわせて建設された施設である。通称、庄和排水機場。埼玉県春日部市上金崎720（着工当時の北葛飾郡庄和町上金崎720）に所在し、管理支所を擁する。また、内部施設として関連博物館である龍Q館がある。
2006年度（平成18年度）に完成（※国土交通省 関東地方整備局 江戸川河川事務所のウェブサイトの記述を典拠としているが、国土交通省 関東地方整備局のウェブサイトは、2002年〈平成14年〉6月の完成としている。よって、完成時期は不確定情報である）。管理者は、首都圏外郭放水路管理支所。
排水ポンプは4台設置されており、それぞれに原動機として三菱MFT-8型タービンエンジンを備える。MFT-8型エンジンは元々航空機用ジェットエンジン(P&W JT8D)が原型で、これを元にかつて高速船テクノスーパーライナー用の舶用エンジンとしてのMFT-8型が開発された。庄和排水機場に設置されているものは、これが更にポンプ駆動用とされたタイプである。最大排水量は 200m3/sにもおよび、50 mプールの水を12秒ほどで全て吸い出す能力に相当する。
完成前の2005年（平成17年）、「首都圏外郭放水路庄和排水機場」名義で「関東の富士見百景」に選定されている。

## 龍Q館
地底探検ミュージアム 龍Q館（ちていたんけんミュージアム りゅうきゅうかん）は、庄和排水機場内に併設された博物館である。通称、龍Q館。所在地は庄和排水機場内。北緯35度59分50.3秒 東経139度48分41.3秒）。2003年（平成15年）に開館。運営および管理は首都圏外郭放水路管理支所ではなく、国土交通省江戸川河川事務所と春日部市が共同で行う。
施設名のうち、「龍」は地元・庄和地区（旧・庄和町）に伝わる「火伏の龍の伝説」にちなんでおり、「Q」は "aqua（水）" から採っている。
首都圏外郭放水路に関する資料や模型を展示している。施設見学の集合場所にもなっている。
交通アクセス
管理支所と龍Q館は庄和排水機場内にあるため、交通アクセスは共通である。
公共交通機関
- 東武野田線（東武アーバンパークライン）南桜井駅で下車し、春日部市コミュニティバス「春バス」で「龍Q館」下車（春バスは日曜運休）。南桜井駅から徒歩の場合、所要時間は30分〜40分。

自動車
- 国道16号春日部野田バイパス金崎交差点を16号大宮方面から来た場合は左折、千葉方面から来た場合は右折。埼玉県道321号西金野井春日部線の交差点（庄和高校が角にある交差点）を過ぎて脇道を入る。

## 年表
ここでは、首都圏外郭放水路とその関連事象について、時系列で記載する。
- 1980年（昭和55年）8月12日 - 中川・綾瀬川流域総合治水対策協議会の発足[33]。
- 1983年（昭和58年）8月4日 - 中川・綾瀬川流域整備計画の策定[33]。
- 1992年（平成4年）4月 - 首都圏外郭放水路の建設予定地にて、本格的調査の開始。
- 1993年（平成5年）
  - 1月 - 都市計画の決定を受けて用地買収に着手。
  - 3月 - 着工[34]。
- 2000年（平成12年）7月12日 - 中川・綾瀬川流域整備計画の改定／目標とする市街化率が変更され、それに伴う施設計画等も変更される[33]。
- 2001年（平成13年）4月 - G-CANS の発足。
- 2002年（平成14年）
  - 6月 - 江戸川から倉松川までの3.3 km区間（第1工区）の竣工。
  - 6月7日・8日 - 調圧水槽等にて、首都圏外郭放水路の通水記念市民イベント「龍誕祭」の開催／複数のイベントが行われたが[35]、寺門孝之と三宅純は調圧水槽内で子供達と共に巨大の龍の絵を描くイベント「スーパードラゴンペインティング」を8日に行った[36][37]。この時の絵は龍Q館内の市民ギャラリー上部にて保存展示されており、同館のシンボル的存在となっている[31]。
  - 6月 - 江戸川から倉松川までの3.3 km区間に限っての供用開始。
  - 9月6日 - 確認し得る最も早期のロケ地利用作品の放映／テレビドラマ『北の国から 2002遺言』第1話にて、大都会・東京での労働現場の一つとして描写された。
- 2003年（平成15年）
  - 庄和町上金崎にて、龍Q館のグランドオープン。
  - 8月2日 - 確認し得る最も早期の特撮ロケ地利用作品の公開／映画『ウルトラマンコスモスVSウルトラマンジャスティス THE FINAL BATTLE』にて、中央操作室が、TEAM EYES（主人公所属組織）の司令室として描写された。
- 2005年（平成17年） - 完成前の庄和排水機場が、「首都圏外郭放水路庄和排水機場」名義で「関東の富士見百景」に選定される。
- 2006年（平成18年）6月 - 首都圏外郭放水路の全区竣工／大落古利根川までの全長約6.3 km区間の竣工。これをもって当初計画どおりの施設が完成し、全川での供用が開始される。
- 2006年度（平成18年度）か（※不確定情報） - 庄和町上金崎にて、庄和排水機場（首都圏外郭放水路管理支所 庄和排水機場）の竣工・供用開始。
- 2018年（平成30年）4月27日 - 首都圏外郭放水路利活用協議会が東武トップツアーズと連携協定を締結。
- 2018年（平成30年）8月1日 - 東武トップツアーズによる新方式の見学会を開始、同時に費用を有料化。
- 2019年（令和元年）10月 - 令和元年東日本台風（台風19号）により容量の9割の水を貯留した。過去3番目に多い貯留量であった[6]。

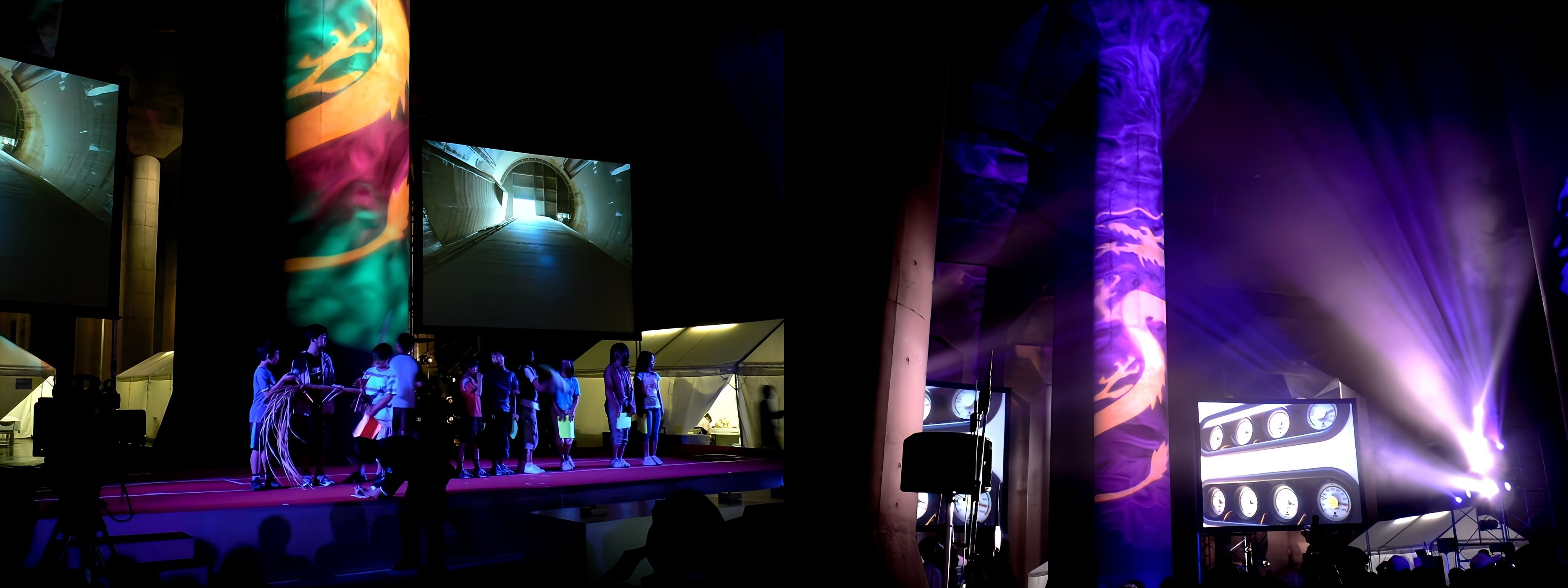
全川での供用開始を記念する完全通水祭
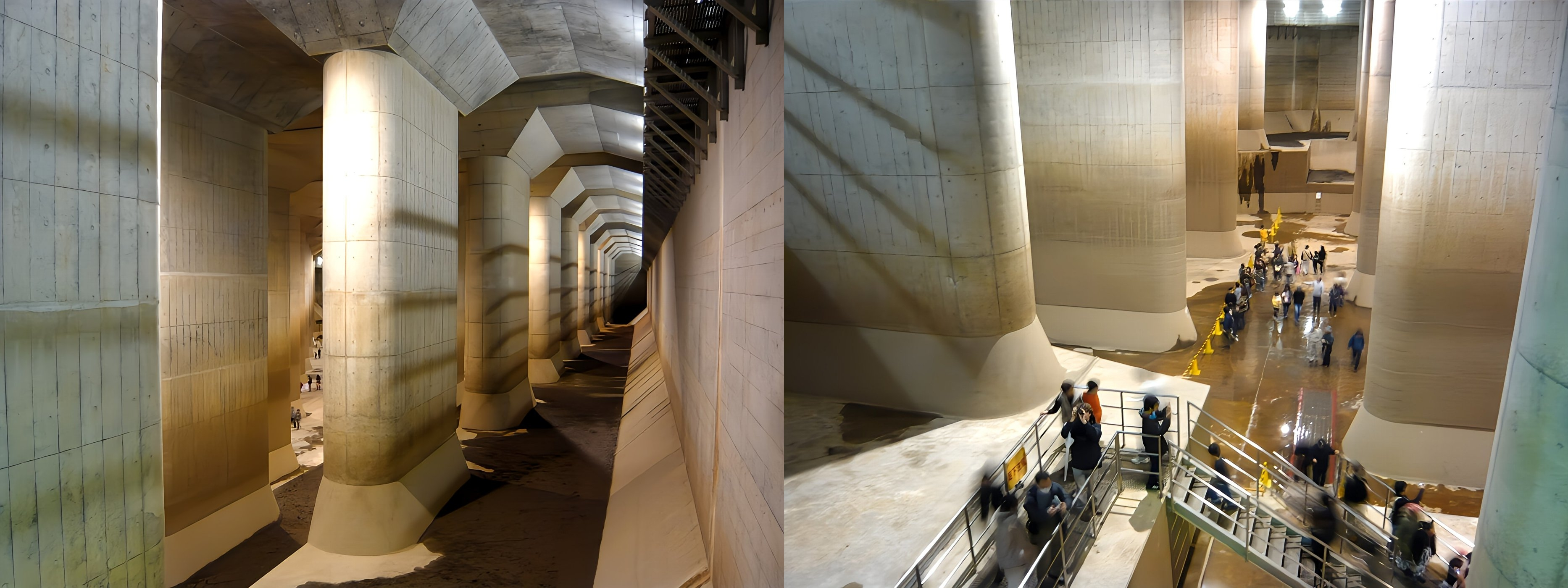
調圧水槽見学会

## 施設の活用

### 撮影利用実績
ここでは主要なものについて、分野別で列記する。特撮作品でよく利用されており、操作室もロケ地になることが多いことが一つの特徴である。ミュージシャンのプロモーションビデオのロケ地にもなっている。
特撮作品
- ウルトラシリーズ

- 映画『ウルトラマンコスモスVSウルトラマンジャスティス THE FINAL BATTLE』（2003年8月2日公開） - 中央操作室を、TEAM EYES（主人公所属組織）の司令室に見立てた。
- テレビドラマ『ウルトラQ dark fantasy』第6話（2004年5月11日放映） - 調圧水槽を、知られざる地下迷宮の先にある広大な地下都市空間に見立てた。
- 劇場版『ULTRAMAN』（2004年12月18日公開）

- 仮面ライダーシリーズ

- テレビドラマ『仮面ライダー555』第50話（最終話）（2004年1月18日放映）
- テレビドラマ『仮面ライダー響鬼』第17話・第18話（2005年の5月22日と29日に放映） - 調圧水槽と庄和排水機場を、仮面ライダー威吹鬼の戦場に見立てた。
- 映画『仮面ライダー THE FIRST』（2005年11月5日公開） - ショッカーの秘密基地に見立てた。
- テレビドラマ『仮面ライダーディケイド』第16話（2009年5月10日放映） - 調圧水槽を、転戦するディケイドとザビー（主人公と敵役）の決戦場に見立てた。
- 映画『仮面ライダーフォーゼ THE MOVIE みんなで宇宙キターッ!』（2012年8月4日公開）

- スーパー戦隊シリーズ

- テレビドラマ『魔法戦隊マジレンジャー』第29話・第30話（2005年の9月18日と25日に放映） - 調圧水槽と庄和排水機場を、悪魔の氷山を育てる敵の地下貯水湖に見立てた。
- テレビドラマ『特命戦隊ゴーバスターズ』第16話・第30話（2012年の6月10日と9月16日に放映） - 庄和排水機場を、亜空間に転送された研究所に見立てた。

- 実写映画版『鉄人28号』（2005年3月19日公開）
- テレビドラマ『魔弾戦記リュウケンドー』第52話（最終話）ほか（最終話は2006年12月31日放映）
- 実写映画版『魍魎の匣』（2007年12月22日公開）
- テレビドラマ『トミカヒーロー レスキューフォース』（放映開始は2008年4月5日） - 龍Q館の2階の操作室を、世界消防庁総司令室に見立てて多用。庄和排水機場の地下施設を超磁力発電所の地下施設に見立てて第5話で使用。

特撮以外のテレビドラマや映画
- テレビドラマ『北の国から 2002遺言』第1話（2002年9月6日放映） - 黒板純（演：吉岡秀隆）が回想する、大都会・東京での労働現場の一つとして。
- テレビドラマ『エンジェル・ハート』第1話（2015年10月11日放映）
- テレビドラマ『家政夫のミタゾノ』第2シリーズ第1話（2018年4月20日放映） - 操作室を、ロケットの発射シーンで。
- 映画『翔んで埼玉』（2019年2月22日公開） - 調圧水槽を、埼玉解放を目指す人々が集結する場所として使用。
- 映画『唐人街探偵 東京MISSION』（2021年7月9日公開）※ただし名前が出てくるだけで実際には撮影していない

アニメ
- テレビアニメ『喰霊 -零-』第1話（2008年10月放映） - エンディングアニメーションの実写素材のロケ地として。

ゲーム
- ゲームソフト『FRAGILE 〜さよなら月の廃墟〜』（2009年1月22日発売）

プロモーションビデオ
- 水樹奈々の楽曲『WILD EYES』（2005年5月18日発売）のミュージックビデオ
- 三浦大知の楽曲『No Limit featuring 宇多丸 (from RHYMESTER)』（2006年1月11日発売）のミュージックビデオ
- ACIDMANの楽曲『REMIND』（2007年7月18日発売）のミュージックビデオ
- NOISEMAKERの楽曲『THE NEW ERA』のミュージックビデオ（2013年9月13日公開）
- 家入レオのアルバム『WE』（2016年7月6日発売）のミュージックビデオ
- 感覚ピエロの楽曲『ハルカミライ』(2017年11月22日発売のCDシングル「＃HAL」収録曲）のミュージックビデオ
- Non Stop Rabbitの楽曲『UNorder』(2018年7月4日発売のアルバム「全A面」収録曲）のミュージックビデオ

スポーツ
- 新日本プロレス　2017年1月4日の東京ドーム大会にて実施されたIWGPインターコンチネンタル選手権試合に出場した当時の王者内藤哲也の紹介VTR

コマーシャルメッセージ
- ランドローバー「ランドローバー・レンジローバー」 - 同車種3代目モデル（販売期間：2002年-2013年）のCM。